# Hovedtid
Hovedtider inden for grammatik er de vigtigste tidsformer eller bøjningsformer (hovedformer) af et verbum (udsagnsord), ud fra hvilke de øvrige former kan afledes.
Ved ordbogsopslag på udsagnsord finder man også hovedtiderne, altid for uregelmæssige udsagnsords vedkommende og nogle gange også for regelmæssige udsagnsord.

## Eksempler
- Dansk: have BØJES har, havde, haft[1] (navnemåde, nutid, datid, PPP)
- Engelsk: bite, bit, bitten[2] (infinitiv/præsens, perfektum, PPP)
- Tysk: gießen, gießt, goß, gösse, gegossen, gieß[e][3]
- Tysk: waschen, wusch, gewaschen, ich wasche - du wäscht[4]
- Latin: capio, cepi, captum, 3[5]

## Hovedformer af substantiver
På latin kan bøjningsskemaet fastlægges ved at kende substantivets former i singularis nominativ og genitiv:
- servus, -i eller servus, servi eller servus m2
- casus, -us eller casus, casus eller casus m4

På dansk anføres singularis og pluralis: 
- mand, mænd (fælleskøn)